# Jack Lipitoa
Jack Willie Lipitoa, né vers 1933, est un homme politique niuéen.

## Biographie
Originaire du très petit village de Namukulu où il devient une figure éminente de l'église paroissiale qui relève de l'Église chrétienne congrégationaliste de Niue,, il suit une formation de menuisier en Nouvelle-Zélande dans sa jeunesse. Il devient enseignant de menuiserie à l'École secondaire de Niué (en), de l'ouverture de celle-ci en 1967 jusqu'à son élection au Parlement de Niué en 1987 comme député de son village. Au Parlement, il retrouve son frère Enetama Lipitoa, député et ministre.
Continuellement réélu député, Jack Lipitoa est décoré en 1999 de la médaille de Service de la Reine (en) (Queen's Service Medal) sur ordre d'Élisabeth II en sa qualité de reine de Nouvelle-Zélande, Niué étant de jure dans le domaine de souveraineté de la Couronne de Nouvelle-Zélande,. En octobre 2021, toujours député à l'âge de 88 ans, il reçoit la plus haute distinction que peut accorder l'État niuéen : la Croix du Service distingué de Niué (Niue Distinguished Service Cross), à l'occasion des célébrations publiques marquant les 47 ans d'autonomie politique du pays vis-à-vis de la Nouvelle-Zélande. 
Après trente-six ans au Parlement, doyen des parlementaires, il ne se représente pas aux élections législatives de 2023. Unique candidat dans la circonscription qu'il laisse vacante, Silipea Sione lui succède automatiquement.